# Diskografija Britney Spears
Diskografijo Britney Spears, ameriške pop pevke, sestavlja sedem studijskih albumov, tri kompilacije, petintrideset singlov, dva promocijska singla in šest video albumov. Leta 1997 je podpisala pogodbo z založbo Jive in januarja 1999 izdala svoj prvi studijski album, ...Baby One More Time. Album je takoj ob izidu pristal na vrhu lestvice Billboard 200 in prejel štirikratno platinasto certifikacijo s strani organizacije Recording Industry Association of America (RIAA) ter trikratno platinasto certifikacijo s strani organizacije British Phonographic Industry (BPI). Preko albuma so izšle tudi globalne uspešnice »...Baby One More Time«, ki je pristala na vrhu glasbenih lestvic Združenih državah Amerike in Združenem kraljestvu ter postal eden izmed najbolje prodajanih singlov v Veliki Britaniji vseh časov, »(You Drive Me) Crazy« in »Born to Make You Happy«, ki je pristal na prvem mestu lestvice v Veliki Britaniji.
Šestnajst mesecev po izidu albuma ...Baby One More Time je Britney Spears izdala svoj drugi glasbeni album, Oops!... I Did It Again, ki je postal najhitreje prodajani album ženske glasbenice v Združenih državah Amerike vseh časov, saj je že v prvem tednu od izida prodal 1,3 milijona kopij in prejel desetkratno platinasto certifikacijo s strani organizacije RIAA ter trikratno platinasto certifikacijo s strani organizacije BPI. Preko albuma so izšli trije uspešni singl: britanska uspešnica »Oops!... I Did It Again«, »Lucky« in »Stronger«. Novembra 2001 je Britney Spears izdala svoj tretji glasbeni album, poimenovan po njej, je takoj ob izidu pristal na vrhu lestvice Billboard 200 in preko njega je izšla uspešnica »I'm a Slave 4 U«, s katero se je iz najstniškega popa preusmerila v ban pop. Preko albuma In the Zone je izdala uspešnico »Toxic«, s katero si je prislužila svojo prvo nagrado grammy, singl »Everytime«, njeno zadnjo veliko uspešnico v Veliki Britaniji do leta 2009, pesem »Me Against the Music«, ki ga je posnela skupaj z Madonno in pesem »Outrageous«, ki ga je produciral R. Kelly. Zaradi različnih zvrsti, vključenih v album, so ga kritiki označili za izredno pustolovskega.
Po četrtem glasbenem albumu je Britney Spears novembra 2004 izdala svojo prvo uspešno kompilacijo. Pristala je na prvem mestu lestvice Oricon in postala njen najuspešnejši album na Japonskem. Oktobra 2007 je izdala še svoj peti glasbeni album, Blackout. Takoj ob izidu je zasedel drugo mesto na lestvicah Billboard 200 in UK Albums Chart, preko njega pa so izšle uspešnice »Gimme More«, »Piece of Me« in »Break the Ice«. Kritiki so mu dodelili v glavnem pozitivne ocene in ga hvalili zaradi inovativnih in modernih zvokov. Šesti glasbeni album Britney Spears, Circus, je izšel leto dni kasneje. S slednjim je postala edina glasbenica v zgodovini Nielsen SoundScana (ustanovili so ga leta 1991), katere štirije albumi so v Združenih državah Amerike že v prvem tednu od izida prodali več kot 500.000 kopij. Preko albuma so izšle svetovne uspešnice »Womanizer«, »Circus« in »If U Seek Amy«. Pozno leta 2009 je izšel njen novi singl, »3«, ki mu je sledil njen drugi album z največjimi uspešnicami. Pesem »3« je postal njen tretji singl, ki se je uvrstil na prvo mesto lestvice Billboard Hot 100. Britney Spears je marca 2011 izdala svoj sedmi glasbeni album, Femme Fatale. Album je takoj ob izidu zasedel prvo mesto na lestvici Billboard 200, s čimer je Britney Spears postala prva ženska glasbenica, katere šest albumov je takoj ob izidu zasedlo prvo mesto na tej lestvici ter katerih sedem albumov se je takoj ob izidu uvrstilo na prvi dve mesti na tej lestvici. Prvi singl iz albuma, »Hold It Against Me«, ki je izšel 11. januarja 2011, je postal njen četrti singl, ki je zasedel prvo mesto na lestvici Hot 100, od tega drugi, ki se je na vrh te lestvice uvrstil takoj po izidu. Drugi singl iz albuma, »Till The World Ends«, je izšel 4. marca 2011 in postal njen deseti singl, ki se je uvrstil med prvih deset pesmi na lestvici s singli v ZDA, na eno izmed prvih desetih mest pa se je uvrstil tudi na lestvicah po mnogih drugih državah. Aprila 2011 je izdala še svoj peti singl, ki se je uvrstil na vrh lestvice Hot 100, in sicer je skupaj z Rihanno posnela pesem »S&M.«
Britney Spears je po svetu prodala več kot 100 milijonov kopij svojih del, s čimer je postala ena izmed najbolje prodajanih glasbenikov v zgodovini glasbe. Poleg tega se je uvrstila na osmo mesto najbolje prodajanih ženskih glasbenic v ZDA, kjer je po podatkih organizacije RIAA prodala 33 milijonov albumov, in je trenutno peta najbolje prodajana glasbenica ter najbolje prodajana ženska glasbenica desetletja v državi. Britney Spears je tudi najbolje prodajana najstniška glasbenica na svetu, saj je še preden je dopolnila dvajset let, v dveh letih kariere, že prodala 37 milijonov albumov po svetu.

## Albumi

### Studijski albumi
| Naslov                                                                           | Detajli albuma                                                     | Dosežki                 | Dosežki    | Dosežki | Dosežki  | Dosežki | Dosežki | Dosežki  | Dosežki    | Dosežki | Dosežki             | Certifikacije | Prodaja                                                      |
| Naslov                                                                           | Detajli albuma                                                     | Združene države Amerike | Avstralija | Kanada  | Francija | Nemčija | Irska   | Japonska | Nizozemska | Švica   | Združeno kraljestvo | Certifikacije | Prodaja                                                      |
| -------------------------------------------------------------------------------- | ------------------------------------------------------------------ | ----------------------- | ---------- | ------- | -------- | ------- | ------- | -------- | ---------- | ------- | ------------------- | --- | ------------------------------------------------------------ |
| ...Baby One More Time                                                            | - Izid: 12. januar 1999 - Založba: Jive - Formati: CD, kaseta      | 1                       | 2          | 1       | 4        | 1       | 6       | 9        | 3          | 1       | 2                   | - Združene države Amerike: 14× platinasta (diamantna) - Avstralija: 4× platinasta - Kanada: Diamantna - Nemčija: 3× Zlata - Velika Britanija: 4× platinasta - Evropa: 4× platinasta        | - Po svetu: 37.000.000 - Združene države Amerike: 13.000.000 |
| Oops!... I Did It Again                                                          | - Izid: 16. maj 2000 - Založba: Jive - Formati: CD, kaseta         | 1                       | 2          | 1       | 1        | 1       | 3       | 4        | 1          | 1       | 2                   | - Združene države Amerike: 10× platinasta (diamantna) - Avstralija: 3× platinasta - Kanada: 5× platinasta - Nemčija: 3× platinasta - Velika Britanija: 3× Platinum - Evropa: 4× platinasta | - Po svetu: 25.000.000 - Združene države Amerike: 10.411.000 |
| Britney                                                                          | - Izid: 5. november 2001 - Založba: Jive - Formati: CD, digitalno  | 1                       | 4          | 1       | 2        | 1       | 3       | 4        | 11         | 1       | 4                   | - Združene države Amerike: 4× platinasta - Avstralija: 2× platinasta - Kanada: 3× platinasta - Nemčija: platinasta - Velika Britanija: platinasta - Evropa: 2× platinasta                  | - Po svetu: 16.000.000 - Združene države Amerike: 4.943.000  |
| In the Zone                                                                      | - Izid: 16. november 2003 - Založba: Jive - Formati: CD, digitalno | 1                       | 10         | 2       | 1        | 2       | 3       | 3        | 9          | 6       | 13                  | - Združene države Amerike: 2× platinasta - Avstralija: platinasta - Kanada: 3× platinasta - Nemčija: Zlata - Velika Britanija: platinasta - Evropa: platinasta                             | - Po svetu: 12.000.000 - Združene države Amerike: 2.991.000  |
| Blackout                                                                         | - Izid: 26. oktober 2007 - Založba: Jive - Formati: CD, digitalno  | 2                       | 3          | 1       | 2        | 10      | 1       | 4        | 14         | 4       | 2                   | - Združene države Amerike: platinasta - Avstralija: 2× platinasta - Kanada: platinasta - Velika Britanija: Zlata                                                                           | - Po svetu: 4.000.000 - Združene države Amerike: 991.000     |
| Circus                                                                           | - Izid: 28. november 2008 - Založba: Jive - Formati: CD, digitalno | 1                       | 3          | 1       | 3        | 9       | 2       | 5        | 10         | 1       | 4                   | - Združene države Amerike: platinasta - Avstralija: 2× platinasta - Velika Britanija: 3× platinasta - Nemčija: Zlata - Velika Britanija: platinasta                                        | - Po svetu: 5.800.000 - Združene države Amerike: 1.700.000   |
| Femme Fatale                                                                     | - Izid: 25. marec 2011 - Založba: Jive - Formati: CD, digitalno    | 1                       | 1          | 1       | 4        | 10      | 4       | 9        | 7          | 2       | 8                   | - Združene države Amerike: platinasta - Avstralija: Zlata - Kanada: platinasta - Velika Britanija: Zlata                                                                                   | - Združene države Amerike: 1.000.000                         |
| »—« označuje, da se album ni uvrstil na lestvico ali ni izšel na tistem območju. |                                                                    |                         |            |         |          |         |         |          |            |         |                     | |                                                              |

### Kompilacije
| Naslov                                                                           | Detajli albuma                                                     | Dosežki                 | Dosežki    | Dosežki | Dosežki  | Dosežki | Dosežki | Dosežki  | Dosežki    | Dosežki | Dosežki          | Certifikacije | Prodaja                                                    |
| Naslov                                                                           | Detajli albuma                                                     | Združene države Amerike | Avstralija | Kanada  | Francija | Nemčija | Irska   | Japonska | Nizozemska | Švica   | Velika Britanija | Certifikacije | Prodaja                                                    |
| -------------------------------------------------------------------------------- | ------------------------------------------------------------------ | ----------------------- | ---------- | ------- | -------- | ------- | ------- | -------- | ---------- | ------- | ---------------- | --- | ---------------------------------------------------------- |
| Greatest Hits: My Prerogative                                                    | - Izdan: 9. november 2004 - Založba: Jive - Formati: CD, digitalno | 4                       | 4          | 3       | 1        | 4       | 1       | 1        | 7          | 6       | 2                | - Združene države Amerike: platinasta - Avstralija: 2× platinasta - Kanada: Zlata - Velika Britanija: 3× platinasta - Evropa: platinasta | - Po svetu: 5.000.000 - Združene države Amerike: 1.395.000 |
| B in the Mix: The Remixes                                                        | - Izid: 22. november 2005 - Založba: Jive - Formati: CD, digitalno | 134                     | —          | —       | 32       | —       | —       | 25       | —          | —       | 98               | | - Združene države Amerike: 105.000                         |
| The Singles Collection                                                           | - Izid: 10. november 2009 - Založba: Jive - Formati: CD, digitalno | 22                      | 23         | 19      | —        | 80      | 30      | 8        | 77         | 51      | 38               | - Kanada: Zlata - Velika Britanija: Zlata                                                                                                | - Združene države Amerike: 172.000                         |
| »—« označuje, da se album ni uvrstil na lestvico ali ni izšel na tistem območju. |                                                                    |                         |            |         |          |         |         |          |            |         |                  | |                                                            |

## Singli
| Naslov                                                                           | Leto | Dosežki                 | Dosežki                       | Dosežki    | Dosežki | Dosežki  | Dosežki | Dosežki | Dosežki | Dosežki        | Dosežki | Dosežki             | Certifikacije | Album                         |
| Naslov                                                                           | Leto | Združene države Amerike | Združene države Amerike - Pop | Avstralija | Kanada  | Francija | Nemčija | Irska   | Švedska | Nova Zelandija | Švica   | Združeno kraljestvo | Certifikacije | Album                         |
| -------------------------------------------------------------------------------- | ---- | ----------------------- | ----------------------------- | ---------- | ------- | -------- | ------- | ------- | ------- | -------------- | ------- | ------------------- | --- | ----------------------------- |
| »...Baby One More Time«                                                          | 1998 | 1                       | 1                             | 1          | 1       | 1        | 1       | 1       | 1       | 1              | 1       | 1                   | - Združene države Amerike: platinasta - Avstralija: 3× platinasta - Francija: platinasta - Nemčija: 3× Zlata - Velika Britanija: 2× platinasta | ...Baby One More Time         |
| »Sometimes«                                                                      | 1999 | 21                      | 6                             | 2          | 7       | 13       | 6       | 5       | 4       | 1              | 7       | 3                   | - Avstralija: platinasta - Francija: Srebrna - Velika Britanija: Zlata                                                                         | ...Baby One More Time         |
| »(You Drive Me) Crazy«                                                           | 1999 | 10                      | 4                             | 12         | 3       | 2        | 4       | 3       | 2       | 5              | 4       | 5                   | - Avstralija: platinasta - Francija: Zlata - Nemčija: Zlata - Velika Britanija: Srebrna                                                        | ...Baby One More Time         |
| »Born to Make You Happy«                                                         | 1999 | —                       | —                             | —          | 21      | 9        | 3       | 1       | 2       | —              | 3       | 1                   | - Francija: Srebrna - Nemčija: Zlata - Velika Britanija: Srebrna                                                                               | ...Baby One More Time         |
| »From the Bottom of My Broken Heart«                                             | 1999 | 14                      | 17                            | 37         | 25      | —        | —       | —       | —       | 23             | —       | —                   | - Združene države Amerike: platinasta | ...Baby One More Time         |
| »Oops!... I Did It Again«                                                        | 2000 | 9                       | 1                             | 1          | 1       | 4        | 2       | 2       | 1       | 1              | 1       | 1                   | - Avstralija: platinasta - Francija: Zlata - Nemčija: Zlata - Velika Britanija: platinasta                                                     | Oops!... I Did It Again       |
| »Lucky«                                                                          | 2000 | 23                      | 9                             | 3          | 2       | 16       | 1       | 2       | 1       | 4              | 1       | 5                   | - Avstralija: platinasta - Nemčija: Zlata - Velika Britanija: Srebrna                                                                          | Oops!... I Did It Again       |
| »Stronger«                                                                       | 2000 | 11                      | 17                            | 13         | 9       | 20       | 4       | 6       | 4       | 15             | 6       | 7                   | - Združene države Amerike: Zlata - Avstralija: Zlata - Francija: Srebrna - Nemčija: Zlata - Velika Britanija: Srebrna                          | Oops!... I Did It Again       |
| »Don't Let Me Be the Last to Know«                                               | 2001 | —                       | —                             | —          | 34      | 27       | 12      | 12      | 12      | —              | 9       | 12                  | | Oops!... I Did It Again       |
| »I'm a Slave 4 U«                                                                | 2001 | 27                      | 15                            | 7          | 8       | 8        | 3       | 6       | 7       | 13             | 7       | 4                   | - Avstralija: Zlata - Francija: Srebrna - Velika Britanija: Srebrna                                                                            | Britney                       |
| »Overprotected«                                                                  | 2001 | 86                      | 37                            | 16         | 22      | 15       | —       | 9       | 2       | —              | —       | 4                   | - Avstralija: Zlata - Francija: Srebrna | Britney                       |
| »I'm Not a Girl, Not Yet a Woman«                                                | 2002 | —                       | 21                            | 7          | —       | 25       | 10      | 3       | 4       | 40             | 16      | 2                   | - Avstralija: Zlata | Britney                       |
| »I Love Rock 'n' Roll«                                                           | 2002 | —                       | —                             | 13         | 33      | —        | 7       | 8       | 18      | 15             | 15      | 13                  | - Avstralija: Zlata | Britney                       |
| »Anticipating«                                                                   | 2002 | —                       | —                             | —          | —       | 38       | —       | —       | —       | —              | —       | —                   | | Britney                       |
| »Boys« (skupaj s Pharrellom)                                                     | 2002 | —                       | 32                            | 14         | 21      | 55       | 19      | 10      | 11      | 39             | 20      | 7                   | - Avstralija: Zlata | Britney                       |
| »Me Against the Music« (skupaj z Madonno)                                        | 2003 | 35                      | 11                            | 1          | 2       | 11       | 5       | 1       | 5       | 13             | 4       | 2                   | - Avstralija: platinasta | In the Zone                   |
| »Toxic«                                                                          | 2004 | 9                       | 1                             | 1          | 1       | 3        | 4       | 1       | 2       | 2              | 4       | 1                   | - Združene države Amerike: Zlata - Avstralija: platinasta - Francija: Srebrna - Velika Britanija: platinasta                                   | In the Zone                   |
| »Everytime«                                                                      | 2004 | 15                      | 4                             | 1          | 2       | 2        | 4       | 1       | 3       | —              | 6       | 1                   | - Združene države Amerike: Zlata - Avstralija: Zlata - Francija: Srebrna - Velika Britanija: Zlata                                             | In the Zone                   |
| »Outrageous«                                                                     | 2004 | 79                      | 23                            | —          | —       | —        | —       | —       | —       | —              | —       | —                   | | In the Zone                   |
| »My Prerogative«                                                                 | 2004 | —                       | 22                            | 7          | —       | 18       | 3       | 1       | 6       | 17             | 4       | 3                   | - Avstralija: Zlata | Greatest Hits: My Prerogative |
| »Do Somethin'«                                                                   | 2005 | 100                     | —                             | 8          | —       | 70       | 18      | 4       | 10      | —              | 11      | 6                   | - Avstralija: Zlata | Greatest Hits: My Prerogative |
| »Someday (I Will Understand)«                                                    | 2005 | —                       | —                             | —          | —       | —        | 22      | —       | 10      | —              | 8       | —                   | | Britney & Kevin: Chaotic      |
| »Gimme More«                                                                     | 2007 | 3                       | 17                            | 3          | 1       | 5        | 7       | 2       | 2       | 15             | 4       | 3                   | - Združene države Amerike: platinasta - Avstralija: Zlata - Kanada: 2× platinasta - Velika Britanija: Srebrna                                  | Blackout                      |
| »Piece of Me«                                                                    | 2007 | 18                      | 28                            | 2          | 5       | —        | 7       | 1       | 9       | 4              | 19      | 2                   | - Združene države Amerike: platinasta - Avstralija: platinasta - Velika Britanija: Srebrna                                                     | Blackout                      |
| »Break the Ice«                                                                  | 2008 | 43                      | 21                            | 23         | 9       | —        | 25      | 7       | 11      | 24             | 63      | 15                  | | Blackout                      |
| »Womanizer«                                                                      | 2008 | 1                       | 1                             | 5          | 1       | 1        | 4       | 2       | 1       | 9              | 2       | 3                   | - Avstralija: platinasta - Velika Britanija: Zlata                                                                                             | Circus                        |
| »Circus«                                                                         | 2008 | 3                       | 1                             | 6          | 2       | 19       | 11      | 12      | 6       | 4              | 19      | 13                  | - Avstralija: platinasta - Velika Britanija: Srebrna                                                                                           | Circus                        |
| »If U Seek Amy«                                                                  | 2009 | 19                      | 8                             | 11         | 13      | —        | 36      | 11      | 13      | 17             | 61      | 20                  | - Avstralija: Zlata | Circus                        |
| »Radar«                                                                          | 2009 | 88                      | 30                            | 46         | 53      | —        | —       | 32      | 8       | 32             | —       | 46                  | | Circus                        |
| »Unusual You«                                                                    | 2009 | —                       | —                             | —          | —       | —        | —       | —       | —       | —              | —       | —                   | | Circus                        |
| »3«                                                                              | 2009 | 1                       | 2                             | 6          | 1       | 10       | 18      | 7       | 2       | 12             | 8       | 7                   | - Avstralija: platinasta - Kanada: 2× platinasta - Nova Zelandija: Zlata - Velika Britanija: Srebrna                                           | The Singles Collection        |
| »Hold It Against Me«                                                             | 2011 | 1                       | 3                             | 4          | 1       | 31       | 23      | 5       | 9       | 1              | 7       | 6                   | - Avstralija: platinasta | Femme Fatale                  |
| »Till the World Ends«                                                            | 2011 | 3                       | 5                             | 8          | 4       | 9        | 27      | 7       | 4       | 10             | 12      | 21                  | - Avstralija: Zlata - Velika Britanija: Srebrna                                                                                                | Femme Fatale                  |
| »—« označuje, da se singl ni uvrstil na lestvico ali ni izšel na tistem območju. |      |                         |                               |            |         |          |         |         |         |                |         |                     | |                               |

### Nesamostojni singli
| Naslov                                                                           | Leto | Dosežki                 | Dosežki                       | Dosežki    | Dosežki | Dosežki  | Dosežki | Dosežki | Dosežki | Dosežki        | Dosežki | Dosežki          | Album            |
| Naslov                                                                           | Leto | Združene države Amerike | Združene države Amerike - Pop | Avstralija | Kanada  | Francija | Nemčija | Irska   | Švedska | Nova Zelandija | Švica   | Velika Britanija | Album            |
| -------------------------------------------------------------------------------- | ---- | ----------------------- | ----------------------------- | ---------- | ------- | -------- | ------- | ------- | ------- | -------------- | ------- | ---------------- | ---------------- |
| »What's Going On« (Ustvarjalci proti AIDS-u po svetu)                            | 2001 | 27                      | —                             | —          | —       | —        | —       | —       | —       | —              | —       | —                | Dobrodelni singl |
| »—« označuje, da se album ni uvrstil na lestvico ali ni izšel na tistem območju. |      |                         |                               |            |         |          |         |         |         |                |         |                  |                  |

### Promocijski singli
| Naslov                                                                           | Leto | Dosežki                                   | Dosežki                                    | Dosežki                     | Dosežki | Album                         |
| Naslov                                                                           | Leto | Združene države Amerike Hot Dance Airplay | Združene države Amerike Hot Digital Tracks | Avstralija Hot 30 Countdown | Rusija  | Album                         |
| -------------------------------------------------------------------------------- | ---- | ----------------------------------------- | ------------------------------------------ | --------------------------- | ------- | ----------------------------- |
| »I've Just Begun (Having My Fun)«                                                | 2004 | —                                         | 23                                         | —                           | —       | Greatest Hits: My Prerogative |
| »Chris Cox Megamix«                                                              | 2004 | —                                         | —                                          | —                           | —       | Greatest Hits: My Prerogative |
| »And Then We Kiss«                                                               | 2005 | 15                                        | —                                          | 13                          | 12      | B in the Mix: The Remixes     |
| »—« označuje, da se singl ni uvrstil na lestvico ali ni izšel na tistem območju. |      |                                           |                                            |                             |         |                               |

### Ostale pesmi
| Naslov                                                                            | Leto | Dosežki                 | Dosežki | Dosežki | Album             |
| Naslov                                                                            | Leto | Združene države Amerike | Švedska | Kanada  | Album             |
| --------------------------------------------------------------------------------- | ---- | ----------------------- | ------- | ------- | ----------------- |
| »S&M« (Rihanna skupaj z Britney Spears)                                           | 2011 | 1                       | 2       | 1       | Singl brez albuma |
| »—« označuje, da se pesem ni uvrstila na lestvico ali ni izšla na tistem območju. |      |                         |         |         |                   |

### Ostale uspešne pesmi
| Naslov                                                                            | Leto | Dosežki                 | Dosežki | Dosežki          | Dosežki | Dosežki | Dosežki | Dosežki   | Dosežki | Album              |
| Naslov                                                                            | Leto | Združene države Amerike | Kanada  | Velika Britanija | Švedska | Danska  | Rusija  | Korejaint | Koreja  | Album              |
| --------------------------------------------------------------------------------- | ---- | ----------------------- | ------- | ---------------- | ------- | ------- | ------- | --------- | ------- | ------------------ |
| »Everybody«                                                                       | 2007 | —                       | 81      | —                | —       | —       | 88      | —         | —       | Blackout           |
| »My Only Wish (This Year)«                                                        | 2008 | —                       | —       | —                | —       | 34      | 144     | —         | —       | Platinum Christmas |
| »Kill the Lights«                                                                 | 2008 | 111                     | —       | —                | —       | —       | —       | —         | —       | Circus             |
| »Shattered Glass«                                                                 | 2008 | 70                      | 75      | 192              | —       | —       | —       | —         | —       | Circus             |
| »Out from Under«                                                                  | 2008 | 119                     | —       | —                | 32      | —       | 48      | —         | —       | Circus             |
| »I Wanna Go«                                                                      | 2011 | 73                      | 60      | —                | —       | —       | —       | 1         | 53      | Femme Fatale       |
| »Gasoline«                                                                        | 2011 | —                       | —       | —                | —       | —       | —       | 19        | —       | Femme Fatale       |
| »How I Roll«                                                                      | 2011 | —                       | —       | —                | —       | —       | —       | 22        | —       | Femme Fatale       |
| »Big Fat Bass«                                                                    | 2011 | —                       | —       | —                | —       | —       | —       | 31        | —       | Femme Fatale       |
| »Criminal«                                                                        | 2011 | —                       | —       | —                | —       | —       | —       | 37        | —       | Femme Fatale       |
| »(Drop Dead) Beautiful«                                                           | 2011 | —                       | —       | —                | —       | —       | —       | 41        | —       | Femme Fatale       |
| »Trouble for Me«                                                                  | 2011 | —                       | —       | —                | —       | —       | —       | 43        | —       | Femme Fatale       |
| »Inside Out«                                                                      | 2011 | —                       | —       | —                | —       | —       | —       | 47        | —       | Femme Fatale       |
| »Seal It With a Kiss«                                                             | 2011 | —                       | —       | —                | —       | —       | —       | 49        | —       | Femme Fatale       |
| »Trip to Your Heart«                                                              | 2011 | —                       | —       | —                | —       | —       | —       | 55        | —       | Femme Fatale       |
| »—« označuje, da se pesem ni uvrstila na lestvico ali ni izšla na tistem območju. |      |                         |         |                  |         |         |         |           |         |                    |

## Posnetki

### Video albumi in albumi v živo
- 1999: Time Out with Britney Spears
- 2000: Live and More!
- 2001: Britney: The Videos
- 2002: Live from Las Vegas
- 2004: In the Zone
- 2004: Greatest Hits: My Prerogative

### Specijalke in dokumentarni filmi
- 2002: Stages: Three Days in Mexico
- 2005: Britney & Kevin: Chaotic
- 2009: Britney: For the Record